# Festus Ezeli
Ifeanyi Festus Ezeli-Ndelue (Benin City, 21 ottobre 1989) è un ex cestista nigeriano.

## Carriera

### NBA (2012-2017)

#### Golden State Warriors (2012-2016)
Si rende eleggibile per il Draft 2012 dove venne scelto alla 30ª scelta assoluta dai San Antonio Spurs. Più tardi nella notte venne ceduto ai Golden State Warriors.
Già nella prima stagione nella squadra di Oakland il rookie nigeriano venne impiegato spesso, anche da titolare, per via dell'infortunio del centro titolare Andrew Bogut. Alla fine della stagione lui disputò ben 78 partite di cui 41 da titolare.
Nella stagione successiva (ovvero la 2013-2014) non gioca neanche una partita a causa di un grave infortunio al ginocchio destro.
Rientrò quindi per la stagione 2014-2015. Durante la stagione regolare Ezeli giocò soltanto 46 partite (anche a causa di un infortunio che lo costrinse a stare fuori per tutto il mese di gennaio), ma nei Playoffs né giocò ben 20 per far riposare il titolare Andrew Bogut. Alla fine della stagione grazie anche al suo aiuto quando subentrava dalla panchina, i Golden State Warriors vincono l'anello battendo per 4-2 i Cleveland Cavaliers.
La stagione 2015-16 fu quella in cui gli Warriors batterono il record dei Chicago Bulls che vinsero 72 partite perdendone 10 nel 1995-1996 esattamente 20 anni prima. Il record finale dei Golden State fu esattamente 73-9. Però ai play-off la squadra non rese come in regular season, battendo per 4-1 Houston e Portland (anche se comunque i Trail Blazers si arresero solamente di fronte alle prodezze del leader tecnico dei gialloblù Steph Curry) e per 4-3 gli Oklahoma City Thunder in rimonta (da 1-3 a 4-3). Nelle Finals i gialloblù affrontarono nuovamente i Cleveland Cavaliers; gli Warriors andarono avanti nella serie per 3-1, ma, complice anche delle brutte prestazioni di Ezeli oltre che del resto della squadra, questa volta alla fine dei conti furono i Cavs ad avere la meglio riscattando così la sconfitta dell'anno prima.

#### Portland Trail Blazers (2016-2017)
A fine anno per liberare spazio salariale per il free agent di lusso dell'estate 2016, ovvero Kevin Durant, gli Warriors non rinnovarono il contratto a Ezeli che il 7 Luglio 2016 firmò un contratto biennale (il secondo non garantito) a 15,2 milioni di dollari coi Portland Trail Blazers. Tuttavia a causa di un grave infortunio al ginocchio sinistro (subito il 24 agosto 2016) Ezeli non esordì con la franchigia dell'Oregon saltando così tutta la stagione.
Alla fine della stagione, nonostante avesse ancora un anno di contratto (a 7 milioni, ma solo 1 garantito), venne tagliato dai franchigia dell'Oregon.

### Ritorno in campo (2021-)

#### Westchester Knicks (2021)
Il 2 marzo 2021, dopo 4 anni da svincolato e 5 senza giocare, firma per i Westchester Knicks in G-League, con i quali gioca le ultime due partite della stagione.

#### Rivers Hoopers (2021)
Il 17 aprile 2021, Ezeli firma con i Rivers Hoopers per giocare l'edizione 2021 della Basketball Africa League. Sfortunatamente, prima di poter giocare la prima partita con la maglia degli Hoopers, Ezeli si infortuna in allenamento, venendo così rimpiazzato da Robinson Opong.

## Statistiche

### College
| Anno      | Squadra          | PG  | PT | MP   | TC%  | 3P% | TL%  | RP  | AP  | PRP | SP  | PP   |
| --------- | ---------------- | --- | -- | ---- | ---- | --- | ---- | --- | --- | --- | --- | ---- |
| 2008-2009 | Vand. Commodores | 29  | 6  | 12,4 | 54,7 | -   | 50,9 | 2,6 | 0,0 | 0,1 | 0,8 | 3,8  |
| 2009-2010 | Vand. Commodores | 32  | 5  | 12,7 | 54,4 | -   | 37,3 | 3,2 | 0,1 | 0,2 | 1,3 | 3,8  |
| 2010-2011 | Vand. Commodores | 34  | 34 | 23,5 | 58,8 | -   | 64,8 | 6,3 | 0,2 | 0,6 | 2,6 | 13,0 |
| 2011-2012 | Vand. Commodores | 26  | 22 | 23,2 | 53,9 | -   | 60,4 | 5,9 | 0,3 | 0,4 | 2,0 | 10,1 |
| Carriera  | Carriera         | 121 | 67 | 17,9 | 56,2 | -   | 58,4 | 4,5 | 0,1 | 0,3 | 1,7 | 7,7  |

### NBA

#### Regular season
| Anno       | Squadra       | PG  | PT | MP   | TC%  | 3P% | TL%  | RP  | AP  | PRP | SP  | PP  |
| ---------- | ------------- | --- | -- | ---- | ---- | --- | ---- | --- | --- | --- | --- | --- |
| 2012-2013  | G.S. Warriors | 78  | 41 | 14,4 | 43,8 | 0,0 | 53,1 | 4,0 | 0,3 | 0,3 | 0,9 | 2,4 |
| 2014-2015† | G.S. Warriors | 46  | 7  | 11,0 | 54,7 | 0,0 | 62,8 | 3,4 | 0,2 | 0,2 | 0,9 | 4,4 |
| 2015-2016  | G.S. Warriors | 46  | 13 | 16,7 | 54,8 | 0,0 | 53,0 | 5,6 | 0,7 | 0,4 | 1,1 | 7,0 |
| Carriera   | Carriera      | 170 | 61 | 14,1 | 51,3 | 0,0 | 55,7 | 4,3 | 0,4 | 0,3 | 1,0 | 4,2 |

#### Play-off
| Anno     | Squadra       | PG | PT | MP   | TC%  | 3P% | TL%  | RP  | AP  | PRP | SP  | PP  |
| -------- | ------------- | -- | -- | ---- | ---- | --- | ---- | --- | --- | --- | --- | --- |
| 2013     | G.S. Warriors | 12 | 3  | 11,2 | 46,2 | 0,0 | 57,1 | 2,5 | 0,2 | 0,3 | 0,6 | 2,0 |
| 2015†    | G.S. Warriors | 20 | 0  | 9,2  | 54,0 | 0,0 | 55,2 | 3,1 | 0,3 | 0,1 | 0,5 | 3,5 |
| 2016     | G.S. Warriors | 23 | 1  | 8,8  | 53,6 | 0,0 | 43,2 | 2,7 | 0,3 | 0,0 | 0,3 | 4,0 |
| Carriera | Carriera      | 55 | 4  | 9,5  | 53,0 | 0,0 | 50,0 | 2,8 | 0,3 | 0,1 | 0,4 | 3,4 |

## Palmarès
- Campionato NBA: 1

Golden State Warriors: 2015